# Kim Webster
Kim Webster est une actrice américaine.
Elle est principalement connue pour le rôle de Ginger – une des secrétaires de Toby Ziegler (Richard Schiff) dans le service communication – dans la série À la Maison-Blanche. Elle a interprété ce rôle depuis le début de la série, en 1999, et a joué dans 57 épisodes.  

## Carrière

### Filmographie

#### Télévision
- 1999-2006 : À la Maison-Blanche (The West Wing) : Ginger

#### Cinéma
- 2001 : La Prison de verre (The Glass House) : Miss Drake